# Incidentes en Manipur de 2023
La violencia en Manipur de 2023 es un enfrentamiento étnico en curso entre el pueblo hindú Meitei y el pueblo tribal cristiano Kuki. La violencia estalló el 3 de mayo de 2023, en el estado de Manipur, en el noreste de India.  Se cree que los enfrentamientos se han cobrado la vida de sesenta personas.

## Contexto
Los Meiteis, que son en gran parte hindúes y constituyen el 53% de la población, tienen prohibido establecerse en las regiones montañosas del estado según la Ley de Reforma Agraria de Manipur, que los limita a residir en el valle de Imphal, constituyendo el 10% de la población. tierra del estado.  La población tribal, compuesta por los kukis y los nagas, que forman aproximadamente el 40 % de los 3,5 millones de habitantes del estado, residen en las regiones montañosas reservadas y protegidas que constituyen el resto del 90 % del estado. La población tribal no tiene prohibido establecerse en la región del valle.
Los Meitei en el estado sospechan que ha habido un gran aumento en la población tribal en el estado que "no puede explicarse por el incremento de la natalidad" y han estado solicitando la aplicación del Registro Nacional de Ciudadanos (NRC). Los Kukis dicen que la inmigración ilegal es un pretexto bajo el cual la población Meitei quiere expulsar a la población tribal de sus tierras.  Mientras los Kukis dominan la propiedad de la tierra, los Meiteis dominan el poder político en la Asamblea Legislativa de Manipur, donde controlan 40 de los 60 escaños. 
Las disputas por la tierra y la inmigración ilegal han sido la raíz principal de las tensiones que existen desde hace décadas. Según el analista de conflictos Jaideep Saikia, la rápida cristianización de la población tribal de Manipur ha contribuido a la brecha sociocultural entre los dos grupos en el estado.
El estado de Manipur lleva muchos meses bajo tensión y los tribales acusan al jefe del gobierno estatal, Biren Singh, miembro del Bharatiya Janata Party (BJP) de Narendra Modi, de atizar el conflicto. La situación en las montañas también es muy tensa, debido a la inmigración de los chin desde Birmania, que forman la misma etnia que los kukis. El gobierno indio no quiere a estos refugiados birmanos, a los que considera inmigrantes ilegales, a pesar de la persecución que sufren al otro lado de la frontera. Su expulsión ha enfurecido a los kukis. Además, el gobierno regional y las tribus están en conflicto por la definición de las zonas forestales protegidas. Biren Singh ha hecho demoler casas e iglesias y desalojar pueblos enteros por considerarlos ilegales, privando a la población de su medio de vida.
El 20 de abril de 2023, un solo juez del Tribunal Superior de Manipur ordenó al gobierno estatal que "considerara la solicitud de la comunidad Meitei para ser incluida en la lista de Tribus Programadas (ST)". Los Kuki temían que el estado ST permitiría a los Meitei comprar tierras en las áreas montañosas prohibidas.
En medio de las tensiones de larga data entre los meitei y los kuki, una organización kuki llamada All Tribal Student Union Manipur (ATSUM), opuesta a la decisión del Tribunal Superior de Manipur, convocó una marcha denominada "Tribal Solidarity March" el 3 de mayo, que se tornó violenta en el distrito de Churachandpur. 
Además, el 11 de abril de 2023, en la localidad de la Colonia Tribal de Imphal, tres iglesias fueron arrasadas por ser "construcciones ilegales" en terrenos del gobierno, lo que generó más descontento y alimentó aún más la animosidad en ambos.

## Violencia
En enero de 2023, el gobierno del BJP decidió desalojar a los Kuki de los distritos de Churachandpur, Kangbokpi y Tengnoupal. Los Kuki decidieron convocar una manifestación que acabó en disturbios que el ejército indio acudió a sofocar. Durante los enfrentamientos entre hindúes y cristianos se han quemado varias iglesias. Asimismo, los Kuki han incendiado diversas propiedades.
Durante la violencia del 3 de mayo, las residencias y las iglesias de la población tribal en su mayoría kuki fueron atacadas en las áreas no tribales. Según la policía, muchas casas de la población tribal en Imphal fueron atacadas y 500 ocupantes fueron desplazados y debieron refugiarse en Lamphelpat . Alrededor de 1000 meiteis afectados por la violencia también tuvieron que huir de la región y refugiarse en Bishnupur . Veinte casas fueron quemadas en la ciudad de Kangpokpi . Se observó violencia en Churachandpura, Kakching, Canchipur, Soibam Leikai, Tenugopal, Langol, Kangpokpi y Moreh, aunque se concentró principalmente en el valle de Imphal, durante el cual se quemaron y destruyeron varias casas, lugares de culto y otras propiedades. Por el momento se calcula que los disturbios han causado alrededor de  sesenta muertos y más de veinte mil desplazados y que se han destruido más de cien iglesias.
A finales de mayo de 2023 se registraron nuevos incidentes por los que fue arrestado un miembro del BJP.